# 守田座

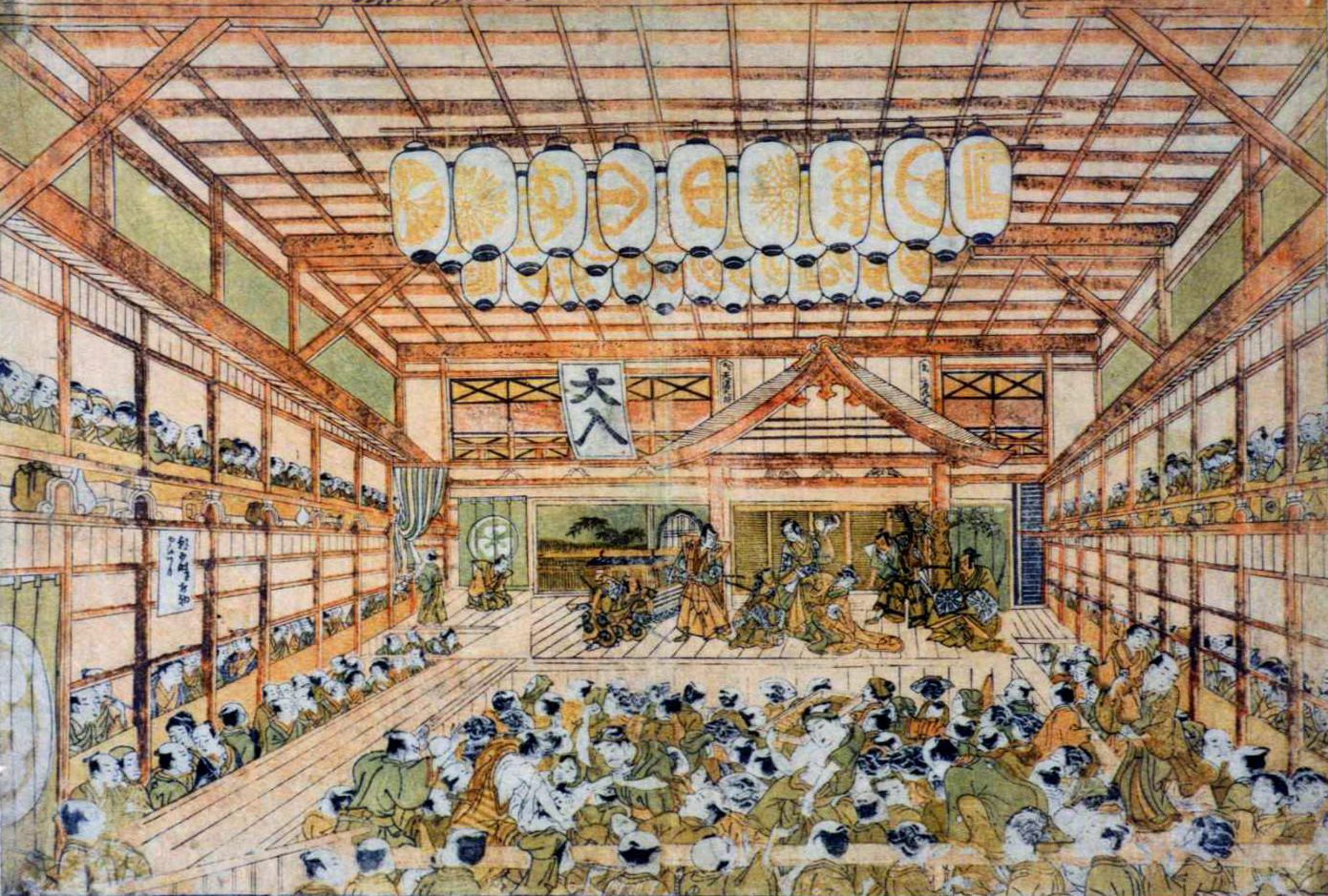
木挽町森田座の様子（寛政年間）

江戸森田座/守田座の定式幕（黒-柿色-萌葱）

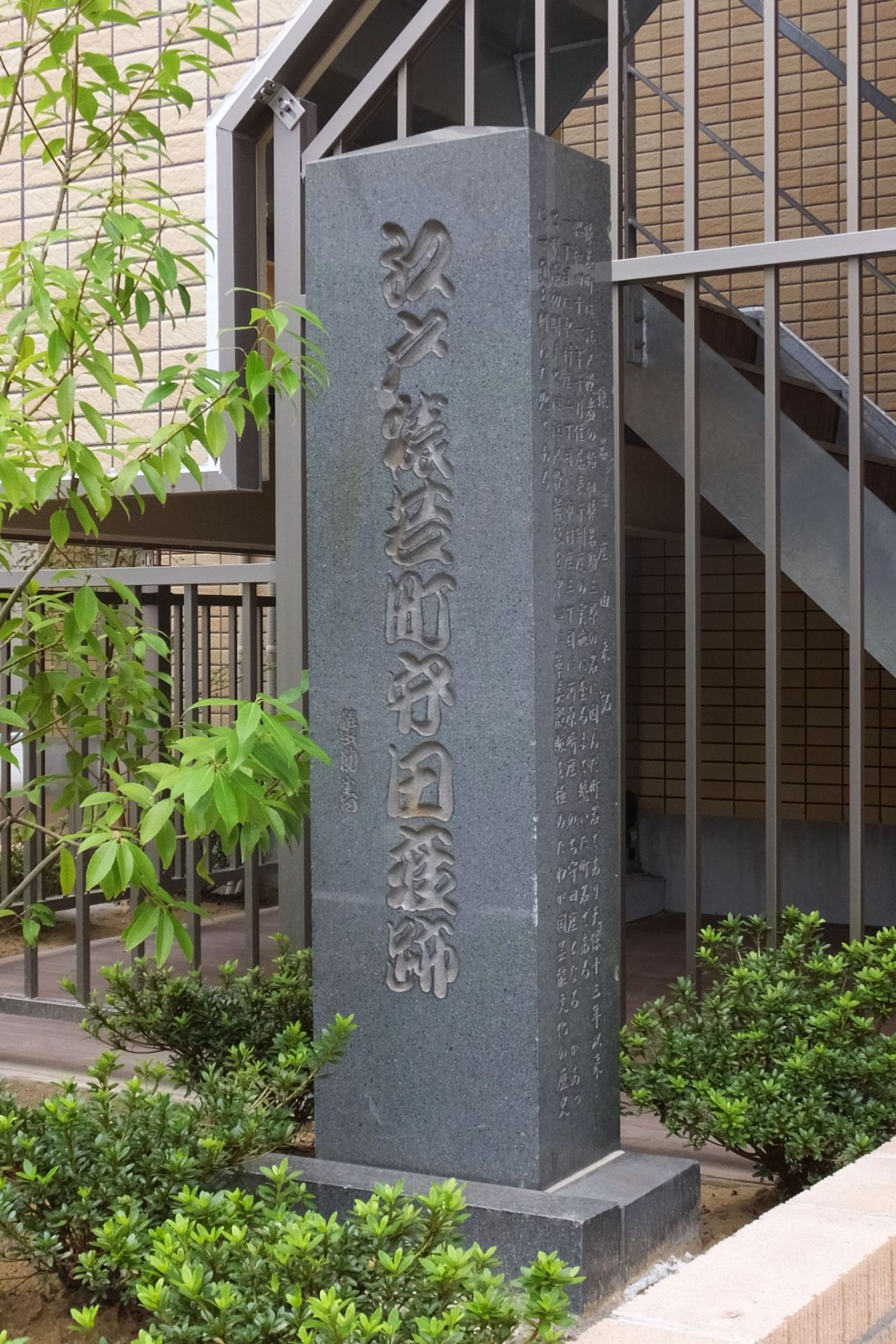
猿若町守田座跡の碑
（2016年9月撮影）

森田座・守田座（もりた ざ）は、江戸にあった歌舞伎の芝居小屋で、江戸三座のひとつ。座元は森田/守田）勘彌代々。控櫓は河原崎座。
万治3年（1660年）、森田太郎兵衛（初代森田勘彌）が木挽町五丁目（現在の中央区銀座6丁目、北緯35度40分7.5秒 東経139度45分55.5秒）に森田座を開場した。
森田座の経営は不安定で、資金繰りに行き詰まっては破綻・休座して控櫓の河原崎座に代興行権を委ねることが多く、時には20年近くにわたって河原崎座が興行していたこともあった。天保14年（1843年）に天保の改革で木挽町から猿若町（現在の台東区浅草6丁目、北緯35度43分2.5秒 東経139度48分2.7秒）へ移転させられた時も3度目の休座中で、実際に引っ越し一切を行ったのは河原崎座だった。
安政3年（1856年）5月に河原崎座が失火で全焼すると十一代目森田勘彌によって森田座が再興され、その2年後には「森の下に田んぼ」では陽当たりが悪く実りが悪いのも当然で、これを「田を守る」に改めればきっと勝手口も改善するにちがいない」との験をかついで名称を森田座から守田座に改称、これにともない姓の森田も守田に改めた。明治5年（1872年）にはやはり「新しい富を求める」という験かつぎで、新富町（現在の中央区新富2丁目、北緯35度40分16.6秒 東経139度46分25.4秒）へ移転し、3年後の明治8年（1875年）には座名も新富座と改めている。
守田座の定式幕は左から「黒・柿色・萌葱色」の三色の引幕だった 。これが現在東京歌舞伎座や京都南座をはじめとする多くの劇場で歌舞伎上演の際に使用される定式幕の組合せとなっている。